# グランドフォークス (哨戒フリゲート)
|          | |
| 艦歴     | |
| 発注     | |
| 起工     | 1943年9月29日                                                                                                   |
| 進水     | 1943年11月27日                                                                                                  |
| 就役     | 1944年3月18日                                                                                                   |
| 退役     | 1946年5月16日                                                                                                   |
| その後   | 1947年11月1日にスクラップとして廃棄                                                                             |
| 除籍     | 1946年6月19日                                                                                                   |
| 性能諸元 | |
| 排水量   | 基準 1,430トン 満載 2,415トン                                                                                   |
| 全長     | 303 ft 11 in (92.6 m)                                                                                           |
| 全幅     | 37 ft 6 in (11.4 m)                                                                                             |
| 吃水     | 13 ft 8 in (4.1 m)                                                                                              |
| 機関     | ボイラー3基 5,500軸馬力 タービン2基 2軸推進                                                                     |
| 最大速力 | 20ノット (37 km/h)                                                                                              |
| 航続距離 | |
| 乗員     | 190名 |
| 兵装     | 3インチ50口径対空砲3門 40mm機関砲 4門 20mm機関砲 9門 ヘッジホッグ 1基 対潜爆雷投射機（Y砲）8基 爆雷投下軌条 2条 |

グランドフォークス (USS Grand Forks, PF-11) は、アメリカ海軍の哨戒フリゲート。タコマ級フリゲートの1隻。艦名はノースダコタ州グランドフォークスに因む。

## 艦歴
グランドフォークスは1943年9月29日にカリフォルニア州リッチモンドのカイザー・カーゴ社で起工した。1943年11月27日にT・H・ソアーソン夫人によって命名、進水し、1944年3月18日に艦長クリスチャン・W・ピーターソン沿岸警備隊少佐の指揮下就役した。
整調後1944年8月7日にグランドフォークスはカリフォルニア州サンフランシスコを出航する。カリフォルニア州沖合の北部太平洋で航空機警備任務に当たり、9月3日にサンフランシスコに帰還した。その後も同任務を継続し、海上で3週間、港で2週間ずつ過ごした。1944年10月11日の深夜、グランドフォークスは緊急着水を行うPB2Yからの救難要請を受信した。闇夜の中でPB2Yを誘導するため照明弾を発射し、グランドフォークスは15名の乗員と乗客を海から救助し、114個の郵便袋を回収した。
警備任務で港に停泊中の1945年5月31日、グランドフォークスはサンフランシスコ講和条約調印式に出席するアメリカ合衆国代表団数名の訪問を受けた。一行の中にはエドワード・ステティニアス国務長官とその夫人、ネルソン・ロックフェラー、アルジャー・ヒスが含まれた。
グランドフォークスは1946年3月19日まで航空機警備任務を継続し、その後サンフランシスコからサウスカロライナ州チャールストンへ向かった。1946年5月16日にチャールストンで退役し、6月19日に除籍される。グランドフォークスは1947年5月19日にニューヨークのJ・C・バークウィット・アンド・カンパニーに売却され、11月1日に解体された。